# Odunayo Adekuoroye
Odunayo Folasade Adekuoroye (Akure, 10 dicembre 1993) è una lottatrice nigeriana, specializzata nella lotta libera.

## Palmarès
- Mondiali

Las Vegas 2015: bronzo nei 53 kg.
Parigi 2017: argento nei 55 kg.
Nur-Sultan 2019: bronzo nei 57 kg.
- Giochi panafricani

Brazzaville 2015: oro nei 53 kg.
Rabat 2019: oro nei 57 kg.
- Campionati africani

N'Djamena 2013: argento nei 51 kg.
Tunisi 2014: argento nei 51 kg.
Alessandria d'Egitto 2015: oro nei 53 kg.
Alessandria d'Egitto 2016: oro nei 55 kg.
Marrakech 2017: oro nei 55 kg.
Port Harcourt 2018: oro nei 57 kg.
Hammamet 2019: oro nei 57 kg.
- Giochi del Commonwealth

Delhi 2010: bronzo nei 48 kg.
Glasgow 2014: oro nei 53 kg.
Gold Coast 2018: oro nei 57 kg.